# دانا الدجاني
دانا الدجاني هي ممثلة وكاتبة فلسطينية. حصلت على جائزة «أفضل ممثلة» في تروبفيست أرابيا 2011. كما أنها ناشطة في دعم القضية الفلسطينية حيث نظمت وألقت قصيدة عنوانها "رسائل حب من فلسطين."

## روابط خارجية
- دانا الدجاني على موقع IMDb (الإنجليزية)